# Kurt Dehn
Kurt Dehn (* 19. Juli 1920 in Leistadt, jetzt Bad Dürkheim; † 26. August 2000) war ein Pfälzer Mundartdichter, Volkssänger und Kaufmann. Aus seiner Feder stammen zahlreiche mundartliche Lieder, vor allem Weinlieder. Entsprechend wurde er zum Pfälzer Weinbarden stilisiert.

## Leben und Werk
Die Wormser Zeitung beklagt 2016: Ruhm erreichen Pfälzer Dichter und Sänger nur in ihrer sprachlichen Heimat. Allenfalls der singende Poet Kurt Dehn aus Bad Dürkheim „konnte mit Liedern wie „Ja, so en gude Palzwoi“ […] [diese] sprachlichen Grenzen sprengen.“ 1954 begründete Kurt Dehn zusammen mit seinen Dichterkollegen Karl Räder und Helmut Metzger den Literarischen Frühschoppen auf dem Dürkheimer Wurstmarkt. Sie trugen zunächst in kleinem Kreise dort ihre literarisch-musikalischen Schöpfungen vor.
Kurt Dehns Lieder über die Schönheit der Pfalz und die Herzenswärme ihrer Bewohner werden heute noch von vielen Pfälzern gesungen, sei es auf Weinfesten rund um die Deutsche Weinstraße, auf anderen privaten und öffentlichen Feiern oder, als Coverversionen, von einer der zahlreichen Pfälzer Mundartcombos. Als Dehns bekannteste Schöpfungen gelten neben Ja so en gude Palzwoi die Lieder In de Palz geht de Parre mit de Peif in die Kerch und Do werd die Wuzz geschlacht.
Dehns Lieder waren und sind bekannt dafür, in geselliger Runde für gute Laune zu sorgen.
Kurt Dehn veröffentlichte seit den 1950er Jahren um die 50 Tonträger. Er trat dutzende Male im Fernsehen, unter anderem im Blauen Bock auf. Er verkaufte über eine halbe Million Schallplatten.

## Werke

### Noten
- Ja so en gude Palzwei(n). Ausgabe für Gesang, Klavier und Akkordeon. [Spezialarrangements mit Klaviersatz: P. O. Colonius.] Drei-Burgen-Verlag und Druckerei Otto Bauer Stuttgart 1953

### Bücher
- Mol annerscht. Pfälzer Mundart-Gedichte (1985)
- Derkemer Worschtmarkt. Geschichte – Geschichten – Gedichte (1986)
- Pälzer Sache zum Lache. Pfälzer Mundart (1990)
- Lache is xund! Pfälzer Mundart-Gedichte (1995)

### Diskografie
- Im Größten Fass... (1993)
- Mit K.D. durch die schöne Pfalz (mit Alfons Bauer)
- Pfälzer Lieder (2002)
- Ja so en gude Palz Wei(n) – Lieder (2003)
- Pfälzer Spezialitäten "Wuzz" (2003)